# Récitant

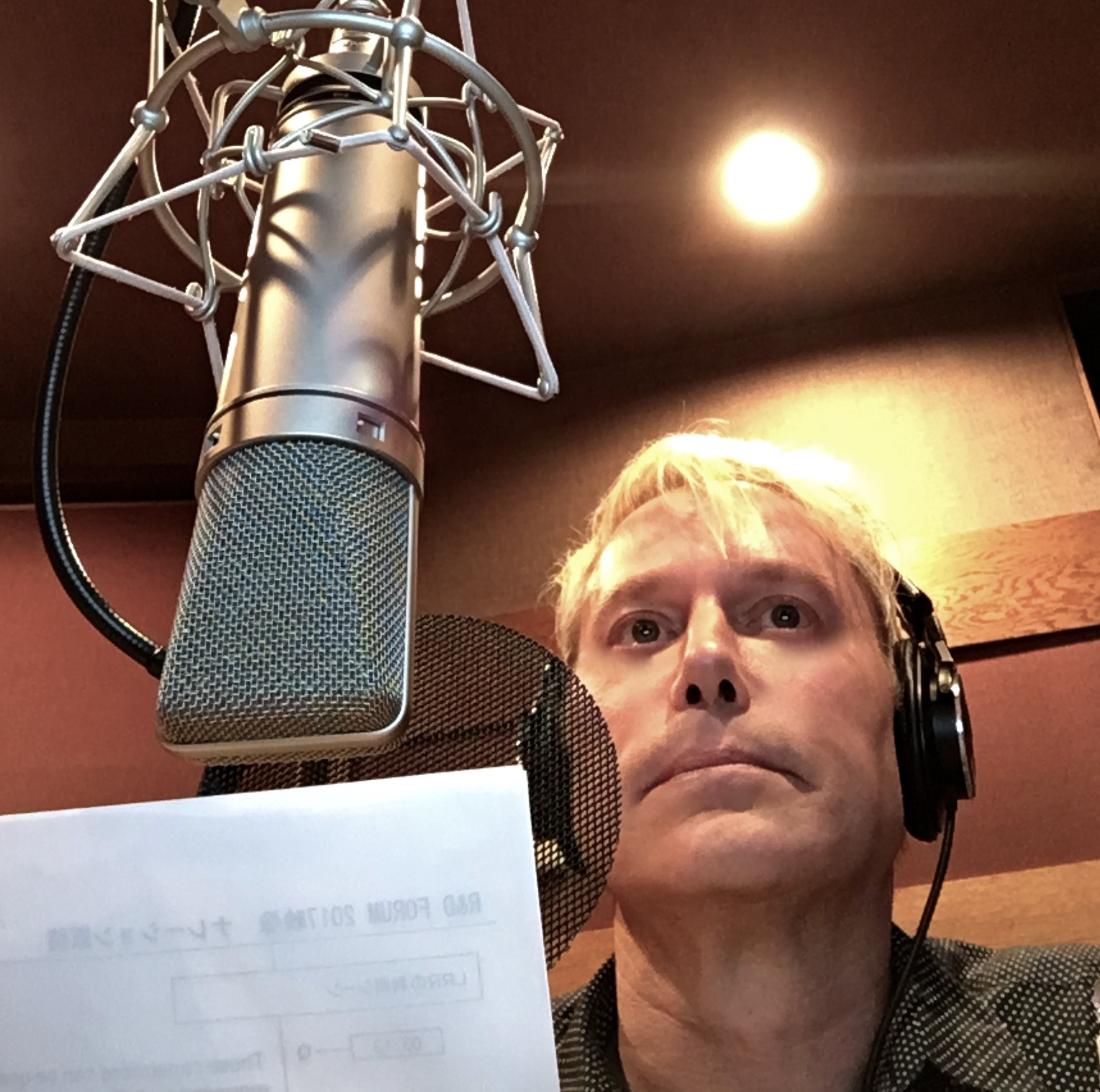
Un récitant en studio d'enregistrement

En musique, le récitant est celui qui dit, lit ou chante le récit ou le commentaire d'une action dramatique. Il peut avoir un rôle dans des ouvrages de divers genres, tels l'oratorio, la passion, l'opéra, le drame lyrique ou le mélodrame.

## Histoire
Dans une œuvre dramatique, le récitant est un personnage qui raconte l'histoire. En musique, la tradition du récitant trouve son origine dans la tragédie grecque. Dans Il Combattimento di Tancredi e Clorinda de Claudio Monteverdi, le récitant, le testo, est le rôle le plus important, décrivant l'action qui est mimée par les protagonistes sur un accompagnement instrumental approprié. Dans les passions, le récitant est l'évangéliste. Chez Jean-Sébastien Bach, notamment, la partie de récitant de l'Évangéliste est chantée, tenue le plus souvent par une voix de ténor.
Après avoir progressivement disparu à compter de la seconde moitié du XVIIe siècle, le rôle du récitant, chanté ou déclamé, connaît un renouveau au XIXe siècle, impulsé notamment par Hector Berlioz : le récitant est un des rôles de l'oratorio L'Enfance du Christ, et dans le mélodrame Lélio ou le Retour à la vie, il est l'unique protagoniste d'un drame où la partie du héros est parlée. Dans cette dernière œuvre, le récitant est ainsi interprété par un comédien, par exemple à l'époque contemporaine Jean-Louis Barrault dans l'enregistrement dirigé par Pierre Boulez.
Au XXe siècle, les œuvres requérant un récitant se multiplient : l'opéra-oratorio d'Igor Stravinsky Œdipus rex, où le récitant doit porter une tenue de soirée moderne pour se distinguer des autres protagonistes et dans lequel le texte du drame (signé Jean Daniélou) est chanté en latin tandis que le commentaire ironique de l'action (signé Jean Cocteau) est en français,, Perséphone du même compositeur, où la partie récitée de l'héroïne contraste avec le rôle chanté d'un personnage secondaire, Le Roi David et Jeanne d'Arc au bûcher d'Arthur Honegger, ou encore The Rape of Lucretia de Benjamin Britten, opéra dans lequel l'action est racontée et commentée par un ténor et une soprano, représentant respectivement le chœur d'hommes et le chœur de femmes,.
Parmi les partitions qui nécessitent, dans un rôle parlé, un ou plusieurs récitants, se distinguent également :
- L'Histoire du soldat d'Igor Stravinsky[3] ;
- Un survivant de Varsovie d'Arnold Schönberg[3] ;
- Pierre et le loup de Serge Prokofiev ;
- L'Histoire de Babar, le petit éléphant de Francis Poulenc[2] ;
- Christophe Colomb de Darius Milhaud.